# رائول گرسیه
رائول گرسیه (فرانسوی: Raoul Gressier‎; ۱۹ نوامبر ۱۸۸۵ – ۶ اکتبر ۱۹۱۵) بازیکن فوتبال اهل فرانسه بود.
وی در تیم ملی فوتبال فرانسه بازی کرده‌است.